# Colomers
Colomers är en kommun i Spanien.   Den ligger i provinsen Província de Girona och regionen Katalonien, i den östra delen av landet, 600 km öster om huvudstaden Madrid. Antalet invånare är 205. Arean är 4,4 kvadratkilometer. Colomers gränsar till Vilopriu, Jafre, Foixà och Sant Jordi Desvalls. 
Terrängen i Colomers är platt.